# Bombus ashtoni
Bombus ashtoni (saknar svenskt namn) är en insekt i överfamiljen bin (Apoidea) och släktet humlor (Bombus) som lever i Nordamerika. Dess taxonomiska ställning är dock starkt ifrågasatt, se avsnittet Taxonomi nedan. Flera forskare betraktar arten som en varietet av jordsnylthumla. I denna artikel behandlas dock enbrt den nordamerikanska formen; för den europeiska formen, se artikeln Jordsnylthumla.

## Beskrivning
Honan känns igen på att huvudet är till största delen svarthårigt, att mellankroppens främre del har blekgul päls, medan resten av mellankroppen är gråbrun till svart och på bakkroppens färgmönster: De tre främsta tergiterna är gråbrunhåriga, den fjärde gul, den femte gråbrun och det sjätte, sista, naket och svart. Hon blir 17–18 mm lång. Hanen har också ett svarthårigt huvud, mellankroppens främre del är gulaktig, och den bakre delen svart. Hos hanen är också den första tergiten blekgult, de andra och tredje svarthåriga, den fjärde återigen blekgul, de sista (5–7) svarthåriga och, åtminstone för de två första tergiterna, med gul päls på sidorna. Hanen är mellan 12 och 16 mm lång.

## Ekologi
Arten flyger från maj till oktober och besöker framför allt blommor ur blåbärssläktet. Den är en snylthumla som saknar arbetare. Honan övertar bon av andra humlor, framför allt Bombus affinis och Bombus terricola, och låter arbetarna i dessa bon föda upp sina larver. Till skillnad från många andra snylthumlor dödar inte denna humla värddrottningen, utan hindrar denna från att lägga egna ägg på ett ännu litet förstått sätt. Dessutom äter hon upp de ägg som värddrottningen ändå lägger. Värdarbetarna, som hela tiden är fientliga mot den invaderade drottningen och hennes avkomma, kontrolleras med fysiskt våld. Ju fler av Bombus ashtoni:s ägg som produceras, ju svårare har emellertid Bombus ashtoni-honorna att hindra värdarbetarna från att förstöra dem. Det förekommer också att värdarbetarna lägger egna ägg; eftersom de är obefruktade, resulterar de dock bara i hanar.
Som alla snylthumlor saknar arten någon arbetarkast. Hanarna kläcks före honorna. De är långlivade, och hinner para sig med flera honor.

## Utbredning
Utbredningsområdet sträcker sig från Alaska söderut genom Kanadas tundra- och tajgaområden, som de kanadensiska skogsområdena från norra Yukon till Newfoundland och Labrador och Prince Edward Island samt från Ontario och Quebec till kustprovinserna (New Brunswick, Nova Scotia och Prince Edward Island) samt söderut längs Appalacherna till östra USA och vidare till Mellanvästern. På senare år har arten minskat kraftigt i antal på grund av att deras två värdarter, B. affinis och B. terricola, också har avtagit kraftigt (troligtvis främst till följd av infektioner med encelliga parasiter som spritts via industriellt uppfödda humlor, använda som pollinatörer).

## Taxonomi
Humlans ställning som egen art är ifrågasatt; vissa auktoriteter betraktar den som en varietet av jordsnylthumla (Bombus bohemicus). DNA-analyser utförda av S. A. Cameron et al. verkar att bekräfta detta. Även IUCN betraktar numera (sedan 2014) humlan som en form av jordsnylthumla.
Integrated Taxonomic Information System (ITIS) betraktar dock fortfarande taxonet som en sann art, samma gör Global Biodiversity Information Facility (GBIF).